# Live 2014
Albums de Patrick Bruel
Lequel de nous
(2012) Très souvent, je pense à vous...
(2015)
Live 2014 est le 8e album live de Patrick Bruel sorti le 8 décembre 2014 chez Columbia, enregistré au Stade Pierre-Mauroy, Lille, les 5 et 6 septembre 2014. L'album comprend 2 CD et 2 DVD. Les titres sont un peu différents en DVD et en CD.

## Liste des titres des CD

### CD 1
| No  | Titre                                       | Paroles                                             | Musique                                            | Durée |
| --- | ------------------------------------------- | --------------------------------------------------- | -------------------------------------------------- | ----- |
| 1.  | Vous                                        | Marie-Florence Gros                                 | Patrick Bruel                                      |       |
| 2.  | Place des grands hommes                     | Bruno Garcin                                        | Patrick Bruel                                      |       |
| 3.  | J'm'attendais pas à toi                     | Patrick Bruel                                       | Patrick Bruel                                      |       |
| 4.  | J'te l'dis quand même                       | Patrick Bruel                                       | Patrick Bruel                                      |       |
| 5.  | Pour la vie (en duo avec Florent Pagny)     | Gérard Presgurvic                                   | Gérard Presgurvic                                  |       |
| 6.  | Combien de murs                             | Patrick Bruel                                       | Patrick Bruel                                      |       |
| 7.  | Alors regarde                               | Patrick Bruel                                       | Patrick Bruel                                      |       |
| 8.  | Lâche-toi                                   | Patrick Bruel                                       | Patrick Bruel                                      |       |
| 9.  | Lequel de nous (en duo avec Indila)         | Félix Gray - Patrick Bruel                          | Félix Gray                                         |       |
| 10. | Medley                                      |                                                     |                                                    |       |
|     | - Comment ça va pour vous ?                 | Patrick Bruel                                       | Gérard Presgurvic                                  |       |
|     | - Marre de cette nana-là                    | Gérard Presgurvic - Patrick Bruel - Fanny Rozenay   | Gérard Presgurvic - Roger Poulet                   |       |
|     | - La Fille de l'aéroport                    | Patrick Bruel                                       | Patrick Bruel                                      |       |
|     | - Elle m'regardait comme ça                 | Patrick Bruel - Gérard Presgurvic                   | Patrick Bruel                                      |       |
| 11. | Les Gens du Nord (en duo avec Louane)       | Jacques Demarny - Enrico Macias                     | Enrico Macias - Jean Claudric                      |       |
| 12. | Maux d'enfants                              | Patrick Bruel - Marie-Florence Gros - Laouni Mouhid | Roman Chelminski                                   |       |
| 13. | Décalé                                      | Patrick Bruel                                       | Patrick Bruel                                      |       |
| 14. | Ma révérence (en duo avec Véronique Sanson) | Véronique Sanson                                    | Véronique Sanson                                   |       |
| 15. | Où es-tu                                    | Patrick Bruel - Marie-Florence Gros                 | Patrick Bruel - Orlando Morais - Nicolas Neidhardt |       |
| 16. | Tout s'efface                               | Patrick Bruel                                       | Patrick Bruel                                      |       |

### CD 2
| No  | Titre                                           | Paroles                             | Musique                                 | Durée |
| --- | ----------------------------------------------- | ----------------------------------- | --------------------------------------- | ----- |
| 1.  | Medley                                          |                                     |                                         |       |
|     | - Mon amant de Saint-Jean                       | Léon Agel                           | Émile Carrara                           |       |
|     | - La Java bleue                                 | Géo Koger - Noël Renard             | Vincent Scotto                          |       |
|     | - La Romance de Paris                           | Charles Trenet - Léo Chauliac       | Charles Trenet                          |       |
|     | - Que reste-t-il de nos amours ?                | Charles Trenet - Léo Chauliac       | Charles Trenet                          |       |
|     | - Comme de bien entendu                         | Jean Boyer                          | Georges Van Parys                       |       |
|     | - Qu'est-ce qu'on attend pour être heureux ?    | André Hornez                        | Paul Misraki                            |       |
|     | - La Complainte de la Butte                     | Jean Renoir                         | Georges Van Parys                       |       |
| 2.  | She's gone                                      | Patrick Bruel                       | Roman Chelminski                        |       |
| 3.  | Temps à nouveau (en duo avec Jean-Louis Aubert) | Jean-Louis Aubert                   | Jean-Louis Aubert                       |       |
| 4.  | Casser la voix                                  |                                     |                                         |       |
| 5.  | Je serai là pour la suite                       | Patrick Bruel - Gérard Presgurvic   | Patrick Bruel                           |       |
| 6.  | J'te mentirais (en duo avec Maurane)            | Patrick Bruel                       | Patrick Bruel                           |       |
| 7.  | Dans ces moments-là                             | Patrick Bruel                       | Patrick Bruel                           |       |
| 8.  | Au café des délices                             | Félix Gray                          | Félix Gray - Patrick Bruel              |       |
|     | Alexandrie Alexandra                            | Étienne Roda-Gil                    | Claude François - Jean-Pierre Bourtayre |       |
| 9.  | Qui a le droit                                  | Gérard Presgurvic                   | Patrick Bruel                           |       |
| 10. | À tout à l'heure…                               | Patrick Bruel                       | Patrick Bruel                           |       |
| 11. | J'aurais chanté peut-être (version inédite)     | Patrick Bruel - Marie-Florence Gros | Patrick Bruel                           |       |

## Liste des titres du DVD 1
| No  | Titre                                           | Paroles                                             | Musique                                            | Durée |
| --- | ----------------------------------------------- | --------------------------------------------------- | -------------------------------------------------- | ----- |
| 1.  | Vous                                            | Marie-Florence Gros                                 | Patrick Bruel                                      |       |
| 2.  | Place des grands hommes                         | Bruno Garcin                                        | Patrick Bruel                                      |       |
| 3.  | J'm'attendais pas à toi                         | Patrick Bruel                                       | Patrick Bruel                                      |       |
| 4.  | J'te l'dis quand même                           | Patrick Bruel                                       | Patrick Bruel                                      |       |
| 5.  | Pour la vie (en duo avec Florent Pagny)         | Gérard Presgurvic                                   | Gérard Presgurvic                                  |       |
| 6.  | Combien de murs                                 | Patrick Bruel                                       | Patrick Bruel                                      |       |
| 7.  | Alors regarde                                   | Patrick Bruel                                       | Patrick Bruel                                      |       |
| 8.  | Lâche-toi                                       | Patrick Bruel                                       | Patrick Bruel                                      |       |
| 9.  | Lequel de nous (en duo avec Indila)             | Félix Gray - Patrick Bruel                          | Félix Gray                                         |       |
| 10. | Medley                                          |                                                     |                                                    |       |
|     | - Comment ça va pour vous ?                     | Patrick Bruel                                       | Gérard Presgurvic                                  |       |
|     | - Marre de cette nana-là                        | Gérard Presgurvic - Patrick Bruel - Fanny Rozenay   | Gérard Presgurvic - Roger Poulet                   |       |
|     | - La Fille de l'aéroport                        | Patrick Bruel                                       | Patrick Bruel                                      |       |
|     | - Elle m'regardait comme ça                     | Patrick Bruel - Gérard Presgurvic                   | Patrick Bruel                                      |       |
| 11. | Les Gens du Nord (en duo avec Louane)           | Jacques Demarny - Enrico Macias                     | Enrico Macias - Jean Claudric                      |       |
| 12. | Maux d'enfants                                  | Patrick Bruel - Marie-Florence Gros - Laouni Mouhid | Roman Chelminski                                   |       |
| 13. | Décalé                                          | Patrick Bruel                                       | Patrick Bruel                                      |       |
| 14. | Ma révérence (en duo avec Véronique Sanson)     | Véronique Sanson                                    | Véronique Sanson                                   |       |
| 15. | Chacun fait (c'qui lui plaît)                   | Philippe Timbert                                    | Gérard Presgurvic                                  |       |
| 16. | Medley                                          |                                                     |                                                    |       |
|     | - Mon amant de Saint-Jean                       | Léon Agel                                           | Émile Carrara                                      |       |
|     | - La Java bleue                                 | Géo Koger - Noël Renard                             | Vincent Scotto                                     |       |
|     | - La Romance de Paris                           | Charles Trenet - Léo Chauliac                       | Charles Trenet                                     |       |
|     | - Que reste-t-il de nos amours ?                | Charles Trenet - Léo Chauliac                       | Charles Trenet                                     |       |
|     | - Comme de bien entendu                         | Jean Boyer                                          | Georges Van Parys                                  |       |
|     | - Qu'est-ce qu'on attend pour être heureux ?    | André Hornez                                        | Paul Misraki                                       |       |
|     | - La Complainte de la Butte                     | Jean Renoir                                         | Georges Van Parys                                  |       |
| 17. | She's gone                                      | Patrick Bruel                                       | Roman Chelminski                                   |       |
| 18. | Temps à nouveau (en duo avec Jean-Louis Aubert) | Jean-Louis Aubert                                   | Jean-Louis Aubert                                  |       |
| 19. | Casser la voix                                  |                                                     |                                                    |       |
| 20. | J'te mentirais (en duo avec Maurane)            | Patrick Bruel                                       | Patrick Bruel                                      |       |
| 21. | Au café des délices                             | Félix Gray                                          | Félix Gray - Patrick Bruel                         |       |
|     | Alexandrie Alexandra                            | Étienne Roda-Gil                                    | Claude François - Jean-Pierre Bourtayre            |       |
| 22. | J'aurais chanté peut-être                       | Patrick Bruel - Marie-Florence Gros                 | Patrick Bruel                                      |       |
| 23. | Qui a le droit                                  | Gérard Presgurvic                                   | Patrick Bruel                                      |       |
| 24. | Où es-tu                                        | Patrick Bruel - Marie-Florence Gros                 | Patrick Bruel - Orlando Morais - Nicolas Neidhardt |       |
| 25. | Can't help falling in love                      | George Weiss - Hugo Peretti - Luigi Creatore        | George Weiss - Hugo Peretti - Luigi Creatore       |       |
| 26. | Tout s'efface                                   | Patrick Bruel                                       | Patrick Bruel                                      |       |
| 27. | À tout à l'heure…                               | Patrick Bruel                                       | Patrick Bruel                                      |       |